# Ragnvald Skrede
Ragnwald Skrede (ur. 24 kwietnia 1904, zm. 16 sierpnia 1983 w Oslo) – norweski pisarz, dziennikarz, krytyk literacki i tłumacz.
Urodził się w Våga (Oppland) jako najmłodsze, siódme dziecko miejscowego rolnika. Ukończył liceum pedagogiczne w Elverum i nauczycielskie studia w Oslo. Od 1928 r. pracował jako nauczyciel języka norweskiego i historii, najpierw w Rauland (Telemark), potem w rodzinnej miejscowości. Jego karierę w zawodzie zahamowały dwa dramatyczne wydarzenia, najpierw oskarżenie o molestowanie trzech uczennic, a następnie II wojna światowa i niemiecka okupacja Norwegii. Po wojnie Skrede pracował jako krytyk literacki w dziennikach „Verdens Gang”, „Dagbladet” i czasopiśmie „Bondebladet”.
Debiutował w 1949, w wieku 45 lat, tomem poetyckim Det du ikkje veit. Jego wiersze są klasyczne w formie, ale ich treść koncentruje się na problemach i uczuciach człowieka współczesnego, nie oderwanego jednak całkowicie od historii i tradycji.
W 1968 otrzymał Nagrodę Doblouga za całokształt twórczości.

## Twórczość
- Tarjei Vesaas – biografia (1947)
- Det du ikkje veit – wiersze (1949)
- I open båt på havet – wiersze (1952)
- Bjørg – słuchowisko radiowe (1954)
- Den kvinte fuglen – wiersze (1955)
- Bak dei siste blånar – wiersze (1961)
- Frå kjelde til sjø – wiersze (1962)
- Mellom romanar – wiersze (1963)
- Den gleda du skal leve på – wybór wierszy (1964)
- Grunnmalm – wiersze (1966)
- Lauvfall – wiersze (1969)
- Dikt i utval – wybór wierszy (1969)
- Vintersvale – wiersze (1970)
- Flyttfuglar – wiersze (1971)
- Gemaldens – wiersze (1973)
- Brenning – wiersze (1975)